# Melchbourne and Yielden
Melchbourne and Yielden est une paroisse civile du Bedfordshire, en Angleterre.